# Tranvia di Edimburgo
La tranvia di Edimburgo (conosciuta come Edinburgh Trams) è una linea tranviaria che serve la città scozzese di Edimburgo. Conta sedici fermate dall'Aeroporto sino a Newhaven, sul Firth of Forth.
La tranvia è gestita dalla società pubblica "Transport for Edinburgh".

## Storia
La Edinburgh Corporation Tramways gestì il servizio tranviario dal 1871 al 16 novembre 1956. Dopo tale data il trasporto pubblico fu operato con autobus e una limitata rete ferroviaria locale. 
Alla fine del XX secolo vennero elaborati e discussi progetti di costruzione di una nuova linea tranviaria, ma la costruzione ebbe inizio solo nel 2008 protraendosi tra discussioni e polemiche fino all'entrata in servizio il 31 maggio 2014. Il progetto iniziale del 2003 prevedeva un costo di 375 milioni di sterline ma nel maggio del 2008, data di firma del contratto esecutivo esso era salito a 521 milioni di sterline. Il costo finale risultò di 776 milioni di sterline.
Il 14 marzo 2019 l'Edinburgh Council ha approvato l'estensione della linea da York Place a Newhaven; ne è prevista l'entrata in funzione nel 2023.